# أندريس أندرسون
أندريس أندرسون (22 فبراير 1991 ببوروس في السويد - ) هو لاعب كرة قدم سويدي في مركز حراسة المرمى.

## وصلات خارجية
- أندريس أندرسون على موقع اتحاد السويد (السويدية)
- أندريس أندرسون على موقع قاعدة بيانات كرة القدم.إي يو (الإنجليزية)
- أندريس أندرسون على موقع Soccerway.com (الإنجليزية)